# Rhagonycha kurdistana
Rhagonycha kurdistana es una especie de coleóptero de la familia Cantharidae.

## Distribución geográfica
Habita en Irak.